# گوناگونی همیاری
گوناگونی همیاری یا دایورسیتی همیاری روشی مشارکتی چندآنتنه برای افزایش مجموع ظرفیت شبکه با پهنای باند مشخص می‌باشد، که در آن با استفاده از دایورسیتی چند کاربره، در گیرنده با ترکیب سیگنال اصلی و سیگنال بازپخش شده پیغام را کدگشایی می‌کنیم. این روش در شبکه‌های بی‌سیم چندپرشی استفاده می‌شود. در حالت متداول یک پرشی، ما اطلاعات را تنها از مسیر مستقیم دریافت می‌نمائیم و سیگنال‌های بازپخش شده توسط دیگر نقاط را به عنوان تداخل در نظر می‌گیریم، حال آنکه در مخابرات همیار ما به کمک این خاصیت ذاتی انتشار امواج سیگنال بازپخش (رله) شده توسط دیگر نقاط را در گیرنده با سیگنال اصلی می‌توانیم ترکیب نمائیم.
به این مدل گوناگونی که در آن از چند نقطه دور از هم اطلاعات به مقصد می‌رسد گوناگونی فضائی مجازی نیز گفته می‌شود که در آن آنتن‌های فرستنده به صورت پخش شده در شبکه قرار می‌گیرند.

## روش‌های بازپخش
بازپخش اطلاعات را می‌توان در چند دسته مهم زیر جای داد:
- در روش تقویت و ارسال ایستگاه رله اطلاعات در دریافت، تقویت و سپس ارسال می‌نماید.
- در روش دیکد و ارسال ما ابتدا سیگنال دریافتی را دیکد می‌نمائیم و سپس آن را دوباره کدگذاری و به مقصد ارسال می‌نمائیم.

## مکان‌شناسی انتقال رله
روش انتقال سری رله
در این شرایط به دلیل بعد مسافت یک سری رله در مسیر قرار می‌دهیم تا اطلاعات را به رله بعدی تا رسیدن به مقصد بازپخش نمایند. این روش دارای بهره توان می‌باشد.
روش انتقال موازی رله
در این روش که در محیط‌هایی که از محوشدگی چند مسیره رنج می‌برند، چند رله در یک پرش شرکت می‌نمایند و نمونه‌های مختلف سیگنال که از مسیرهای مختلف به مقصد می‌رسد، در گیرنده با هم ترکیب می‌شوند تا هم بهره توان داشته باشیم و هم بهره گوناگونی.

## مدل سیستم
مدل ما شامل یک منبع، مقصد و رله می‌باشد فرض می‌کنیم که کانال یک طرفه و متعامد می‌باشد و از روش تقویت و ارسال استفاده می‌نمائیم. در این سیستم‌ها اطلاعات را در دو فاز زمانی ارسال می‌نمائیم. در فاز اول اطلاعات از طریق مبدأ ارسال می‌شود و مقصد و رله آن را دریافت می‌نمایند.
{\displaystyle r_{d,s}=h_{d,s}x_{s}+n_{d,s}\quad }
{\displaystyle r_{r,s}=h_{r,s}x_{s}+n_{r,s}\quad }
در فاز دوم مبدأ ساکت است و اطلاعات از طریق رله بازپخش می‌شود و در نهایت با ترکیب دو نمونه دریافتی در مقصد تصمیم‌گیری می‌نمائیم.

## کاربردها
- روش‌های رادیوشناختی
- شبکه‌های بی‌سیم ادهاک
- شبکه‌های بی‌سیم حسگر